# Messier 66
Messier 66 (znana również jako M66, NGC 3627 lub Arp 16) – galaktyka spiralna z poprzeczką, znajdująca się w gwiazdozbiorze Lwa w odległości około 36 milionów lat świetlnych od Ziemi. Została odkryta 1 marca 1780 roku przez Charles’a Messiera.

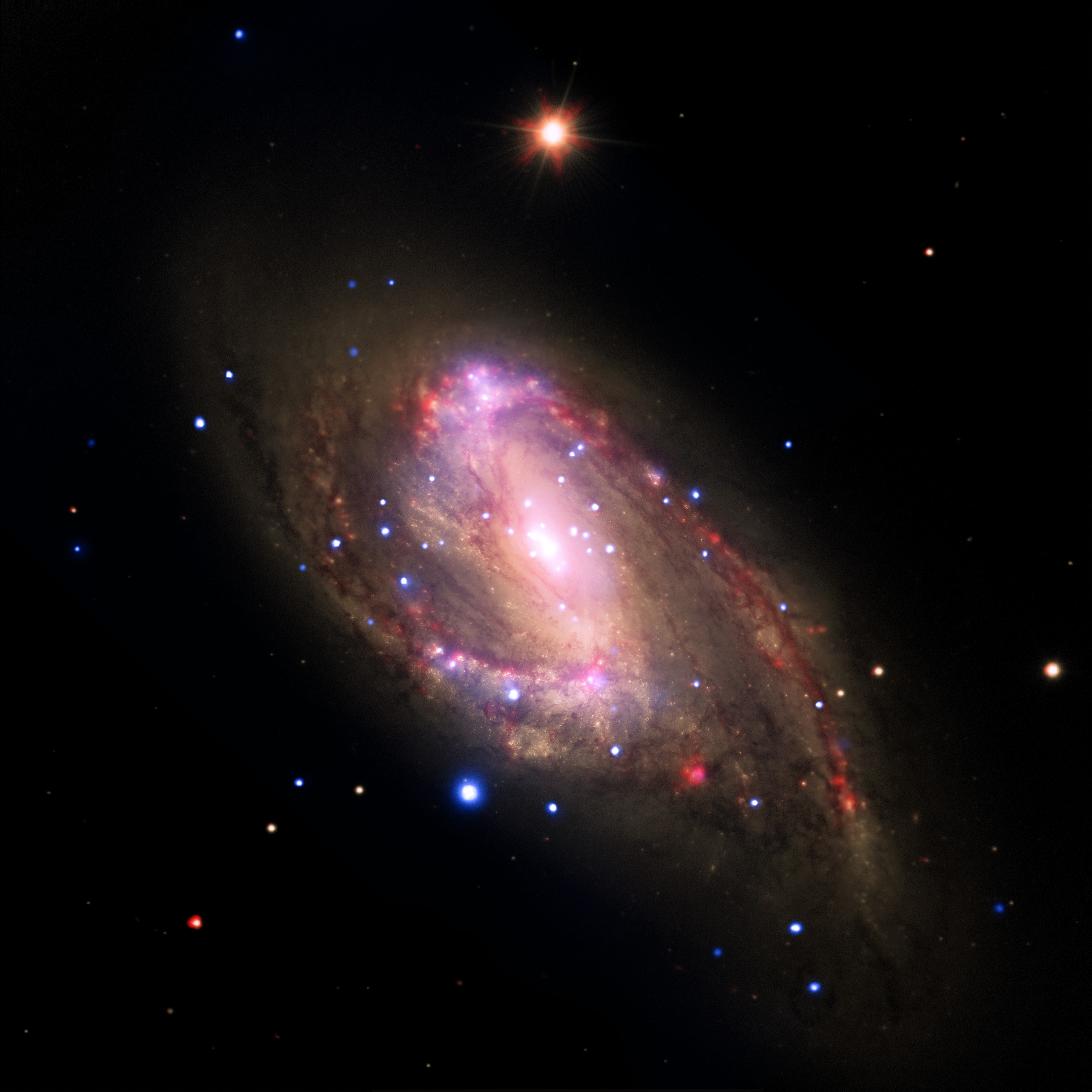
Messier 66 w różnych długościach fal: czerwień oznacza obraz podczerwony (Spitzer), niebieski – promieniowanie rentgenowskie (Chandra), żółty – światło widzialne (Hubble/VLT)

M66 ma średnicę 96 tysięcy lat świetlnych. Wzdłuż rozległych spiralnych ramion galaktyki znajdują się ogromne ilości pyłu i liczne jasne gromady gwiazd.
M66 wraz z galaktykami M65 i NGC 3628 jest częścią małej grupy galaktyk Triplet Lwa.
W galaktyce tej zaobserwowano dotychczas cztery supernowe: SN 1973R, SN 1989B, SN 1997bs (prawdopodobnie tzw. fałszywa supernowa) i SN 2009hd.